# J-113،397
J-113،397 هو عقار أفيوني وهو أول مركب وجد أنه مضاد انتقائي للغاية لمستقبلات نوسيسيبتين ، والمعروف أيضًا باسم مستقبل ORL-1 والذي يعني مستقبل الببتيد الأفيوني. إنه انتقائي للغاية وتصل حتى مئات المرات لمستقبل ORL-1 على المستقبلات الأفيونية الأخرى ،  وتشمل آثاره على الحيوانات منع تطور تحمل المورفين ، [5] الوقاية من فرط التألم الناجم عن إعطاء النوسيسبتين داخل البطين (orphanin FQ) ، بالإضافة إلى تحفيز إفراز الدوبامين في الجسم المخطط،  مما يزيد من تأثيرات الكوكايين المجزية ، ولكن قد يكون لها تطبيقات إكلينيكية في علاج مرض باركنسون. 